# Victory (film 1919)
Victory è un film muto del 1919 diretto da Maurice Tourneur, tratto dal romanzo VIttoria (1915) di Joseph Conrad.

## Trama
Axel Heyst ha scelto di vivere in completa solitudine in un'isola dei mari del sud. Suo solo compagno è il cameriere cinese. Recatosi in un'isola vicina, lo muove a pietà la sorte di Alma, una povera violinista che fa parte di un'orchestra femminile, maltrattata da Schomberg, il proprietario dell'albergo. Aiutato dalla moglie di Schomberg, Axel fa scappare Alma e la porta con sé sulla sua isola. Il vendicativo Schomberg, sguinzaglia sulle tracce dei fuggitivi tre suoi scagnozzi: l'inglese Jones, un giocatore di professione senza scrupoli; Ricardo, il suo segretario e Pedro, un venezuelano. I tre sono convinti che sull'isola di Hoyt si trovi un grande tesoro. Ricardo riesce a trovare Alma: per difenderla, Hoyt, che ormai si è affezionato a lei, spara, uccidendo l'assalitore. Pedro, il venezuelano, prende Jones, lo lega e lo butta nel fuoco, per vendicare la morte del fratello che tempo prima era stato ucciso dall'inglese nello stesso modo. Finalmente liberi, Axel e Alma possono iniziare a vivere insieme la loro vita sull'isola.

## Produzione
Il film fu prodotto dalla Maurice Tourneur Productions. Venne girato nel luglio 1919.

## Distribuzione
Distribuito dalla Paramount Pictures (come Famous Players-Lasky Corporation), uscì nelle sale cinematografiche USA il 7 dicembre 1919. La pellicola esiste in un positivo a 35 mm. Nel 2005, è uscito in DVD NTSC distribuito dalla Image Entertainment insieme al mediometraggio The Wicked Darling